# Charles Chellapah
Charles Chellapah (* 14. März 1939 als Canagaratnam Chellappah; † 14. Februar 1966 in Vietnam) war ein Fotograf und Kriegsjournalist, der für seine Reportagen und Bilder über den Vietnamkrieg bekannt ist.

## Leben und Werk
Chellappah war indischer Abstammung und wuchs in Indonesien auf. Als Reporter siedelte er nach Singapur über und wurde dort Korrespondent der Malayan Times. Im Vietnamkrieg war er für Associated Press tätig. Bekannt wurde er durch seine Aufnahmen, die in äußerst gefährlichen Situationen entstanden. Chellappah wurde vom damaligen Chef von Associated Press Horst Faas mehrfach dazu angehalten, sich nicht in besonders gefährliche Situationen zu begeben. Chellapah starb durch die Explosion einer Landmine, als er die Rettung von US-Soldaten dokumentieren wollte. Faas geriet in der Folgezeit immer mehr in Kritik. Chellappah war bereits der dritte Fotograf von AP, der 1966 in kurzer Folge verstarb. Associated Press veröffentlichte daraufhin eine öffentliche Erklärung und versprach, in Zukunft Fotografen nicht mehr in besonders gefährlichen Gefechtssituationen einzusetzen.
Chellapah erhielt mit anderen im Vietnamkrieg gestorbenen Fotografen eine postume Würdigung im Rahmen des 2008 eröffneten Newseum, eines Museums für die Geschichte des Journalismus in Washington, D.C. Das Schicksal der Fotografen wurde von Horst Faas mehrfach auf Vorträgen und in Büchern behandelt.

## Veröffentlichungen
- Horst Faas (Hrsg.): Requiem. By the photographers who died in Vietnam and Indochina, Random, New York 1997, ISBN 0-679-45657-0
- Horst Faas, Richard Pyle „Lost Over Laos: A True Story of Tragedy, Mystery, and Friendship“, Verlag: Da Capo Press; ISBN 0-306-81251-7